# Stefan Ratchford
Pour les articles homonymes, voir Ratchford.

a Compétitions nationales et continentales officielles uniquement.

b Matchs officiels uniquement.
Stefan Ratchford, né le 19 juillet 1988 à Wigan (Angleterre), est un joueur de rugby à XIII international anglais évoluant au poste d'arrière, d'ailier, de centre, de troisième ligne, de demi d'ouverture ou de demi de mêlée dans les années 2000 et 2010. Il fait ses débuts professionnels en Super League à Salford en 2007. Rapidement titulaire, il joue à tous les postes arrières. Il rejoint en 2012 Warrington et y remporte la Challenge Cup en 2012. Ses bonnes prestations en club l'amènent en équipe d'Angleterre et il prend part à la Coupe du monde 2017 où la sélection atteint la finale.

## Biographie
Stefan Ratchford débute au rugby à XIII à l'âge de six ans à Wigan. Il signe à seize ans un contrat avec Salford avec lequel il débute en Super League en 2007. Relégué avec le club en National League 1, il s'impose alors comme titulaire et remporte ce championnat. Il reste encore trois saisons à Salford luttant avec le club en fin de classement de Super League.
Il change de dimension en 2012 en signant pour les Wolves de Warrington et en remportant dès sa première saison la Challenge Cup 35-18 contre les Rhinos de Leeds. Il prend part alors à de nombreuses finales mais sans succès à savoir la Super League en 2012, 2013 et 2016, et la Challenge Cup en 2016 et 2018. Il prolonge son aventure avec Warrington jusqu'en 2020.
Parallèlement, il intègre à partir de 2014 la sélection d'Angleterre puisqu'il figure dans le groupe lors du tournoi des Quatre Nations en 2014 et 2016, mais ne prend part à aucun match. En revanche, il prend une part active lors de la Coupe du monde 2017 avec deux rencontres disputées contre le Liban et la France, et fait donc partie de l'équipe finaliste de la Coupe du monde, défaite en finale 0-6 contre l'Australie.

## Palmarès
- Collectif :
  - Vainqueur de la Challenge Cup : 2012 et 2019 (Warrington).
  - Vainqueur de la National League 1 : 2008 (Salford).
  - Finaliste de la Coupe du monde : 2017[1] (Angleterre).
  - Finaliste Super League de la  : 2012, 2013, 2016 et 2018 (Warrington).
  - Finaliste Challenge Cup de la Challenge Cup : 2016 et 2018 et  2024 (Warrington).

- Individuel : 
  - Albert Goldthorpe Medal : 2018 (Warrington).
  - Meilleur joueur de la finale de la Super League : 2018 (Warrington).

### Détails en sélection
| 1. | 22 octobre 2016  | France           | 40-6  | Amical         | Remplaçant | 0 | 0 | - | - |
| 2. | 6 mai 2017       | Samoa            | 30-10 | Amical         | Arrière    | 4 | 1 | - | - |
| 3. | 4 novembre 2017  | Liban            | 29-10 | Coupe du monde | Arrière    | 0 | 0 | - | - |
| 4. | 12 novembre 2017 | France           | 36-6  | Coupe du monde | Ailier     | 4 | 1 | - | - |
| 5. | 24 juin 2018     | Nouvelle-Zélande | 36-18 | Amical         | Arrière    | 0 | 0 | - | - |
| 6. | 11 novembre 2018 | Nouvelle-Zélande | 0-34  | Amical         | Remplaçant | 0 | 0 | - | - |

### En club

#### Statistiques
| Saison | Club              | Compétition       | Matchs | Points | Essais | Goals | Drops |
| ------ | ----------------- | ----------------- | ------ | ------ | ------ | ----- | ----- |
| 2007   | Salford City Reds | Super League      | 4      | 4      | 1      | 0     | 0     |
| 2007   | Salford City Reds | Challenge Cup     | 2      | 0      | 0      | 0     | 0     |
| 2008   | Salford City Reds | National League 1 | ?      | ?      | ?      | ?     | ?     |
| 2008   | Salford City Reds | Challenge Cup     | 1      | 0      | 0      | 0     | 0     |
| 2009   | Salford City Reds | Super League      | 23     | 52     | 8      | 10    | 0     |
| 2009   | Salford City Reds | Challenge Cup     | 2      | 4      | 1      | 0     | 0     |
| 2010   | Salford City Reds | Super League      | 17     | 28     | 3      | 8     | 0     |
| 2010   | Salford City Reds | Challenge Cup     | 1      | 0      | 0      | 0     | 0     |
| 2011   | Salford City Reds | Super League      | 26     | 48     | 11     | 2     | 0     |
| 2011   | Salford City Reds | Challenge Cup     | 2      | 10     | 1      | 3     | 0     |
| 2012   | Warrington Wolves | Super League      | 24     | 66     | 15     | 3     | 0     |
| 2012   | Warrington Wolves | Challenge Cup     | 2      | 4      | 1      | 0     | 0     |
| 2013   | Warrington Wolves | Super League      | 29     | 150    | 12     | 51    | 0     |
| 2013   | Warrington Wolves | Challenge Cup     | 3      | 8      | 2      | 0     | 0     |
| 2014   | Warrington Wolves | Super League      | 27     | 132    | 9      | 47    | 2     |
| 2014   | Warrington Wolves | Challenge Cup     | 3      | 4      | 1      | 0     | 0     |
| 2015   | Warrington Wolves | Super League      | 29     | 104    | 7      | 38    | 0     |
| 2015   | Warrington Wolves | Challenge Cup     | 2      | 0      | 0      | 0     | 0     |
| 2016   | Warrington Wolves | Super League      | 26     | 46     | 8      | 7     | 0     |
| 2016   | Warrington Wolves | Challenge Cup     | 4      | 12     | 4      | 0     | 0     |
| 2017   | Warrington Wolves | Super League      | 23     | 56     | 5      | 18    | 0     |
| 2017   | Warrington Wolves | Challenge Cup     | 2      | 10     | 5      | 0     | 0     |
| 2018   | Warrington Wolves | Super League      | 28     | 144    | 15     | 27    | 0     |